# René Olry

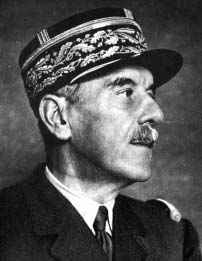
General René Orly (1940)

René-Henri Olry (* 28. Juni 1880 in Lille, Département Nord; † 3. Januar 1944 in Angoulême, Département Charente) war ein französischer Offizier und zuletzt General (Général d’Armée), der unter anderem während des Zweiten Weltkrieges 1939 Befehlshaber der 6. Armee (6e armée) sowie im Anschluss zwischen 1939 und 1940 Befehlshaber der Alpenarmee (Armée des Alpes) war.

## Leben
René-Henri Olry begann am 13. Oktober 1900 ein Studium an der École polytechnique und absolvierte eine Ausbildung zum Offizier. Er wurde am 1. Oktober 1902 zum Unterleutnant (Sous-Lieutenant) befördert und begann am 10. Oktober 1903 eine weitere Ausbildung an der Artillerie- und Ingenieurschule (École d’application de l’artillerie et du génie). Nach deren Abschluss folgten Verwendungen in verschiedenen Artillerieregimentern und wurde am 1. Oktober 1904 zum Leutnant (Lieutenant 2e Classe) sowie am 25. Juni 1912 zum Hauptmann (Capitaine) befördert. Während des Ersten Weltkrieges übernahm er weiterhin Stellungen in Artillerieregimentern sowie im Generalstab der Armee und wurde per Dekret vom 5. April 1915 zum Ritter der Ehrenlegion ernannt sowie am 7. Mai 1918 zum Major (Chef d’escadron) befördert.
Nach Kriegsende folgten weitere Verwendungen in der Zwischenkriegszeit und durch Dekret vom 2. Oktober 1920 seine Ernennung zum Offizier der Ehrenlegion. Er wurde 1925 zum Oberstleutnant (Lieutenant-colonel) sowie im Juni 1928 zum Oberst (Colonel) befördert, woraufhin er zwischen 1928 und 1930 Kommandeur des 309. Artillerieregiments (309e régiment d’artillerie) war. Er fungierte vom 21. August 1930 bis zum 10. Mai 1935 als Chef des Stabes von General Eugène Mittelhauser, einem Mitglied des Obersten Kriegsrates (Conseil supérieur de la Guerre), und wurde als solcher am 16. April 1932 zum Brigadegeneral (Général de brigade) befördert. Als Nachfolger von Generalmajor Auguste Edmond Maurice Moyrand übernahm er am 10. Mai 1935 den Posten als Kommandeur der 29. Infanteriedivision (29e division d’infanterie) und bekleidete diesen bis zum 26. September 1937, woraufhin Generalmajor Paul Henri Gérodias ihn ablöste. Er war zugleich zwischen dem 10. Mai 1935 und dem 26. September 1937 Kommandeur des Befestigungssektors im Département Alpes-Maritimes. Am 17. September 1935 erfolgte seine Beförderung zum Generalmajor (Général de division) sowie per Dekret vom 30. Dezember 1936 seine Ernennung zum Kommandeur der Ehrenlegion.
Unter gleichzeitiger Beförderung zum Generalleutnant (Général de corps d'armée) wurde er am 26. September 1937 Kommandeur der 15. Militärregion (7e Région militaire) in Marseille und behielt diese Funktion bis zum 2. September 1939. Bei Ausbruch des Zweiten Weltkrieges übernahm er am 2. September 1939 den Posten als Kommandierender General des XV. Korps und behielt dieses Kommando bis zu seiner Ablösung durch Generalleutnant Henri Fernand Dentz am 16. Oktober 1939. Er selbst wurde daraufhin als Nachfolger von General Benoît Besson Befehlshaber der 6. Armee (6e armée) und verblieb in dieser Position bis zum 6. Dezember 1939, woraufhin General Robert-Auguste Touchon seine Nachfolge antrat. Im weiteren Kriegsverlauf  übernahm er am 6. Dezember 1939 den Posten als Befehlshaber der neu aufgestellten Alpenarmee (Armée des Alpes), deren Befehlshaber er bis zum 1. Juli 1940 blieb. In dieser Funktion wurde er am 10. Februar 1940 zum General (Général d'armée) befördert und war zudem zwischen dem 10. Februar und dem 28. Juni 1940 Mitglied des Obersten Kriegsrates (Conseil supérieur de la Guerre). Als Befehlshaber der Armée des Alpes war er maßgeblich an der Schlacht in den Westalpen (10. Juni bis 25. Juni 1940) beteiligt.
Nach dem Waffenstillstand von Compiègne am 22. Juni 1940 fungierte General René Olry vom 6. Juli bis zum 10. November 1940 als Inspekteur der Militärregionen (Région militaire) 7 (Besançon), 14 (Lyon) und 15 (Marseille) beziehungsweise zwischen dem 10. November 1940 und dem 28. Juni 1942 als Kommandeur der 1. Gruppe der Militärdivisionen der vom Vichy-Regime aufgestellten Waffenstillstandsarmee (Armée d’armistice), wobei die 1. Gruppe die bisherigen Militärregionen 7, 14 und 15 umfasste. Für seine Verdienste wurde er durch Dekret vom 28. Juli 1941 auch zum Großoffizier der Ehrenlegion ernannt und trat am 28. Juni 1942 in den Ruhestand.